# Glil Yam
Glil Yam (en hebreu: גליל ים) és un qibuts situat en el Districte de Tel-Aviv a Israel. Està situat entre la plana de Ramat ha-Xaron i Hertseliyya, pertany a la jurisdicció del Consell Regional Costa de Saron. El 2017 tenia 500 habitants.

## Història
El qibuts va ser establert el 1943 per un grup que s'havia format el 1933. La terra sobre la qual el poble va ser fundat havien estat comprades als habitants del llogaret àrab d'Ijlil per part del Fons Nacional Jueu. El nom del poblat és esmentat en el llibre dels samaritans.